# Heterogeomys cavator
Heterogeomys cavator is een zoogdier uit de familie van de goffers (Geomyidae). De soort komt voor in Midden-Amerika.

## Naamgeving
De wetenschappelijke naam van de soort werd voor het eerst geldig gepubliceerd door Bangs in 1902.

## Verspreiding
Heterogeomys cavator komt voor in zuidelijk Costa Rica en westelijk Panama in gebieden van zeeniveau tot 2.400 meter hoogte. De soort is algemeen in landbouwgebieden. Er is geen overlap in het verspreidingsgebied van Heterogeomys cavator met de andere goffersoorten in Costa Rica, te weten H. heterodus, H. cherriei en H. underwoodi.

## Kenmerken
Heterogeomys cavator is ongeveer 25 cm lang en 650 gram zwaar. Mannelijke goffers zijn groter dan de vrouwtjes. De vacht is zwartbruin van kleur. Dit dier heeft een gedrongen lichaam, een kale staart en grote, geklauwde voorpoten.

## Leefwijze
Dit knaagdier heeft een gravende leefwijze. Orthogeomys cavator leeft solitair. Door middel van series van tunnels vlak onder de oppervlakte heeft de goffer toegang tot plantenwortels en knollen, waarmee Heterogeomys cavator zich voedt. Diepere tunnels lopen naar holen voor voedselopslag en om te slapen. Heterogeomys cavator kan schadelijk zijn voor landbouwgewassen.